# فتاة مثلي (أغنية لبلاك آيد بيز و شاكيرا)
«فتاة مثلي» (بالإنجليزية: Girl like Me)‏ هي أغنية لفرقة بلاك آيد بيز الأمريكية والمغنية وكاتبة الأغاني الكولومبية شاكيرا. تم أصدار الاغنية من آيد بيز ألبوم الثامن الترجمة (2020) في 4 ديسمبر 2020. تم إنتاج الأغنية من قبل أعضاء المجموعة ويل.آي.أم وشاكيرا وجوني غولدستاين.

## الخلفية والإفراج
كتب أغنية «فتاة مثلي» بواسطة ويل.آي.أم و apl.de.ap وتابو وشاكيرا وبريندان باكلي وجوني غولدستاينو وألبرت مينينديز وتيم ميتشيل، بينما تم إنتاجه بواسطة ويل.آي.أمويل.آي.أم وشارك في إنتاجه بواسطة شاكيرا وجوني غولدشتاين. بدأت بلاك آيد بيز العمل على أغنية مع شاكيرا في أكتوبر 2008، والتي من المفترض أن يتم إصدارها في ألبوم الاستوديو الخامس للمجموعة النهاية (2009)، ومع ذلك فشلت في إدراجها في قائمة الأغاني. حاول ويل.آي.أم إعادة تشغيل الأغنية لألبومه الرابع # الإرادة في عام 2010، ولكن فشل تضمين الأغنية مرة أخرى.
في كانون الثاني (يناير) 2020، بدأت جلسة استوديو فيديو مع أغنية جوني غولدشتاين في الحصول على شكل جديد مع «المزيج الصحيح من الصوت والإيقاع». قال ويل.آي.أم في مقابلة مع موسيقى اكسبرس جديدة إنه «قام بتحديثها، ودعا شاكيرا، وكتبنا كلمات جديدة وساعدتني في لغتي الإسبانية.» في إي تي اونلاين، أثنى على شاكيرا بقوله «إنها تأتي مع ملاحظات، وهذا رائع. لكنها تفعل ذلك بطريقة لطيفة ومتواضعة ولطيفة للغاية، حيث تريد فقط إرضاء جميع مخاوفها.» علقت شاكيرا قائلة «لقد أحببت حقًا العمل مع بلاك آيد بيز»، بقولها إن «ويل.آي.أم يعرف مدى اهتمامي بالتفاصيل وكنت صبورًا ودقيقًا معي والتأكد من حصولنا على أفضل صوت ممكن.» تم أخيرًا تضمين أغنية «فتاة مثلي» في ألبوم استوديو بلاك آيد بيز الثمانية المترجم (2020).

## التأليف والكلمات
«فتاة مثلي» هي أغنية يتم غنائها ومراجعتها باللغتين الإنجليزية والإسبانية. تم تكوين المسار في مفتاح E الثانوي تبدأ الأغنية بجوقة غنت باللغة الإنجليزية لشاكيرا، حيث استخدمت غناءًا مقارنة بأغانيها من ألبومها الاستوديو عام انثى الذئب 2009. تم النقر على البيت الأول بواسطة ويل.آي.أم، حيث قام بتحويل اللغات من الإنجليزية إلى الإسبانية عدة مرات خلال الشعر. بعد كل جوقة لاحقة هناك جسر تغنى به شاكيرا باللغة الإسبانية. في شعره، يشير تابو إلى أغنية شاكيرا الساحقة «وراكي لا تكذب» في السطر «لا تكذب الوركين، إنهم يهزونني»، عندما يشير apl.de.ap إلى المغنية اللاتينية الراحلة سيلينا والمغنية البرازيلية أنيتا. وصفت العديد من المنشورات سونغ بأنها «نشيد» أو «تمكين».

## الأداء التجاري

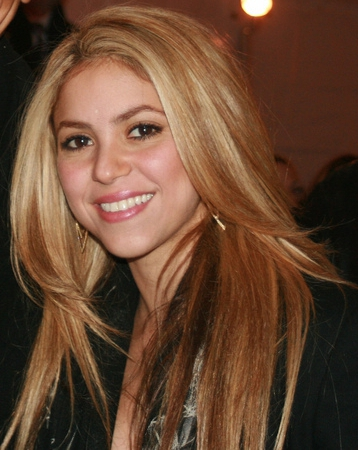
أغنية "فتاة مثلي" هي أول مشاركة لـ هوت 100 لشاكيرا منذ أغنيتها المنفردة «الكلب المؤمن» لعام 2017.

حققت أغنية «فتاة مثلي» نجاحًا سريعًا على يوتيوب، حيث حصدت 23 مليون مشاهدة في 3 أيام و 230 مليون مشاهدة في أقل من شهرين. أثارت الأغنية أيضًا تحديًا فيروسيًا على تيك توك حيث تحدى المستخدمون أنفسهم لإعادة إنشاء تصميم رقصات الفيديو.
وصلت الأغنية إلى المراكز العشرة الأولى في العديد من المخططات اللاتينية وفرنسا، وبلغت ذروتها في المرتبة العاشرة في فرنسا. في الولايات المتحدة، وأغنية لأول مرة على لوحة أغاني الرقمية في ديسمبر كانون الأول عام 2020، وظهر لأول مرة في عدد 87 على لوحة الساخن 100 في يناير 2021، وتبلغ ذروتها في عدد 85 في أسبوعه رسم 3RD. أصبحت الأغنية 22 لـ شاكيرا و19 لبلاك آيد بيز في هوت 100.

## أغنية مصورة
تم تصوير الفيديو الموسيقي لـ «فتاة مثلي» في سبتمبر 2020 وتم إصداره في 4 ديسمبر 2020 الساعة 10 صباحًا بتوقيت المنطقة الزمنية الشرقية. الفيديو الموسيقي من إخراج ريتش لي. أثناء حديثها إلى بيلبورد حول الفيديو، قالت شاكيرا: «الأغنية تتمتع بالفعل بجودة عتيقة، لذلك أردت مقطع فيديو له طابع المستقبل القديم. منذ البداية فكرت: جين فوندا. كانت مقاطع فيديو التمرين في الثمانينيات ذات جمالية رائعة حقًا أردت استيرادها إلى هذا الفيديو.»
يعرض الفيديو شاكيرا على لوح تزلج ومع راقصين احتياطيين يقومون بتمارين الأيروبكس. كما تحتوي على بلاك آيد بيز في مجموعة تغني الأغنية. تمت مقارنة مظهر شاكيرا بـ المرأة المعجزة. انتشرت الكوريغرافيا في الفيديو على تيك توك حيث حاول المشجعون إعادة إنشاء حركات رقص شاكيرا. في غضون 5 أيام فقط، جمعت مقاطع فيديو تيك توك التي تستخدم تصميم الرقصات «فتاة مثلي» 40 مليون مشاهدة. حصل الفيديو الموسيقي على 23 مليون مشاهدة في الأيام الثلاثة الأولى من عرضه. في يناير 2021، تجاوز الفيديو الموسيقي 200 مليون مشاهدة على يوتيوب.